# 奧克拉荷馬女童軍命案
奧克拉荷馬女童軍命案（英語：Oklahoma Girl Scout murders）於1977年6月13日清晨發生在美国奧克拉荷馬州梅斯郡的史考特營地。三名年齡介於8到10歲的女童軍遭到性侵及謀殺，她們的遺體隨後被丟在一條通往營地洗澡間的小路上，離她們的營帳大約150碼（約140米）。當地一名具有暴力及強姦犯罪紀錄的越獄犯吉恩·勒羅伊·哈特被捕後，此案被認定為已破案。然而，哈特在1979年3月經過全體陪審團一致認定無罪後被釋放。2022年，雖然DNA檢測在這起案件中並未提供確定的證據，但強烈暗示哈特與此罪行有關。此案至今仍被官方認定為未破案。
在這起謀殺案發生的前兩個月不到，營地的一位輔導員在一次現場訓練中發現自己的個人物品被翻動，並且她的甜甜圈被偷走。在甜甜圈盒子裡，她找到了一張用全大寫字母寫下的手寫紙條，寫著：“我們的任務是要殺掉一號帳篷的三個女孩。”然而，該次營隊的主任認為這只是一種惡作劇，所以把它丟棄了。

## 案情
在1977年6月12日晚上七點左右，這是一個星期日，也是營隊正式開始的前一夜，當天暴雨來襲，女孩們緊密地聚集在她們的帳篷中。她們是Lori Lee Farmer（8歲）、Doris Denise Milner（10歲）以及Michele Heather Guse（9歲）。這些女孩都是居住在奧克拉荷馬州斷箭城的居民。當天她們一同住在營地"基奧瓦人"營區的7號帳篷裡，距離營導們的帳篷最遠，且部分被營地的浴室所遮蔽。
輔導員Carla Wilhite在凌晨1:30聽到了一種奇異的、來自喉嚨的呻吟聲。她起身去查看，但並未發現任何異常，因此她認為只是野生動物而已，並未放在心上。然而，營地裡的其他幾個人也聽到了這種令人不安的呻吟聲。大約半小時後，一名營地的人被從帳篷門縫中射進的手電筒光線喚醒。在凌晨3點左右，一名營地的人聽到了來自Milner和她的朋友們所在帳篷的尖叫聲。同時，另一名營地的人聽到了有人在呼喊她們的母親。這些小女孩不確定該怎麼做，只是選擇了簡單地回去睡覺。
到了6月13日的清晨六點，Carla朝著Quapaw營區以及員工宿舍的東邊走去浴室。在路的分岔口看到了一些掉落的東西。隨後又發現了有什麼東西用睡袋包裹，打開來一看是一具女童的屍體。立刻叫醒同事Dee和Susan去清點人數，不久後，Susan發現7號帳篷的三名女孩都失蹤了。在營導開始搜尋時，其中兩具屍體被發現在睡袋中，縮在睡袋底部。她們的屍體被遺棄在通往浴室的小徑上，距離她們的帳篷約有150碼。
後來的調查結果顯示，一開始發現的第一具屍體是Doris，頭部遭到钝性创伤，雙手被膠帶反綁，嘴巴被毛巾塞住，下半身赤裸，下半身用另外一個睡袋包裹，死因為勒死，之後發現的是Lori和Michele，其中Michele是以木乃伊方式被綑綁身體，三人都遭到性侵犯。
在女孩們的屍體上，發現了一支大型的紅色手電筒。雖然手電筒鏡片上有指紋，但由於太模糊，無法被確定身份。帳篷內的血跡中還有一個9.5碼的鞋印。在6月13日的凌晨2:30到3:00，一名土地地主稱他在營地附近的偏僻道路上聽到了大量的車流。

## 調查
史考特營地在命案發生後，所有的女童軍都被送回塔爾薩，且營地被關閉。從那時起，它就再也沒有被重新開放，至今仍是一片荒蕪。

### 嫌犯
吉恩·勒羅伊·哈特（英語：Gene Leroy Hart，1943年11月27日生）是自1973年逃獄後後在逃逃犯。他因綁架和強姦兩名懷孕的女子而被定罪判刑308年，並且有四次一級入室盜竊的罪行。哈特在距離營地只有一英里的地方成長，他是切羅基人。不到一年的時間，他在一位切羅基巫醫的家中被逮捕。當地的奧克拉荷馬州律師Garvin A. Isaacs擔任他的辯護律師，他在1979年3月受到審判。雖然當地的警長斬釘截鐵的確信哈特是兇手，但是當地陪審團卻宣告他無罪。作為一名已被宣判有罪的強姦犯和逃犯，哈特在奧克拉荷馬州的州立監獄還需服刑305年。
在1979年6月4日，哈特在經過約一小時的舉重和慢跑運動後突然心臟病發去世，享年35歲。
兩個受害者的家庭之後對Magic Empire Council和它的保險公司提出了500萬美元的訴訟，指控他們的疏忽。在這場民事訴訟中，包括了威脅信的討論，以及事實上7號帳篷距離輔導員的帳篷有86碼（約79公尺）。1985年，陪審團以9：3的票數決定支持Magic Empire。

### DNA鑑定
在1989年，鑑識專家進行了DNA測試，結果證明哈特的DNA與五個探針中的三個匹配。據統計，每7700名美國原住民中就有一個人的DNA能產生這種匹配結果。2008年，當局對枕頭套上的污漬進行了新的DNA測試，但是由於樣本過於劣化，無法得出確定的DNA檔案，因此結果不確定。在2017年，警長透過募捐籌得了30,000美元，以利用最新的科技再次進行DNA測試。2022年，當局公開表示，DNA證據強烈暗示哈特涉及此案。梅斯縣的警長Mike Reed表示，“除非有新的證據出現，或者有我們不知道的情況被揭示，否則我堅信哈特在這個案件中有罪並且有參與。” Reed透露，DNA測試的結果自2019年就已經知曉，但直到受害者家屬要求公開，他才將這些發現公之於眾。

### 後續
Michele Heather Guse的父親Richard Guse，他後續幫助奧克拉荷馬州的立法機構通過了「奧克拉荷馬州受害者權益法案」，並且他還參與創建了「奧克拉荷馬州犯罪受害者補償委員會」。
Lori Lee Farmer的父親Sheri Farmer，創立了「奧克拉荷馬州被謀殺兒童父母組織」，這是一個支援團體。
受到「McGirt v. Oklahoma」（2021）最高法院案件的影響，該案件確認涉及奧克拉荷馬州切羅基土地上的切羅基族人的犯罪，應由部落而非州政府擁有主權，所以新的兇殺案詳情正在由切羅基族調查。作家Faith Phillips表示，她取得了一份來自切羅基族人的書面犯罪自白，該自白承認了他的殺人行為。截至2023年7月，由於FBI還未將此案結案，這份自白正在接受新的審查。

## 紀錄片
於1993年上映的紀錄片《Someone Cry for The Children: The Girl Scout Murders》，是根據Michael和Dick Wilkerson的同名書籍改編的。此片由Dale Robertson和Johnny Cash擔任旁白，並由Michael Wilkerson執導。
另一部由ABC新聞製作、名為《Keeper of the Ashes: The Oklahoma Girl Scout Murders》的四集紀錄片系列，於2022年5月24日在Hulu平台上線，此時距離該犯罪事件的45週年只有幾週。由女演員和歌手克莉絲汀·錢諾維斯主持，她在當年是位8歲的女童軍，原本計劃參加那次的露營活動，但最終因病未能參加。

## 書籍
- Michael and Dick Wilkerson. . New York: Doubleday. 1981. ISBN 0-385-27152-2.
- McCoy, Gloyd. . Tate Publishing & Enterprises, LLC. 2011. ISBN 978-1-61777-632-8.
- Kelly, C.S. . CreateSpace Independent Publishing. 2014. ISBN 978-1-5001-5735-7.

## 外部連結
- "Three Girl Scouts were murdered thirty years ago" （页面存档备份，存于） in The Oklahoman
- Voices of Oklahoma interview with Nancy McDonald. （页面存档备份，存于） First person interview conducted on July 13, 2010, with Nancy McDonald, board member when the Girl Scout murders took place.
- 40 years after the Girl Scout murders 的存檔，存档日期August 10, 2017，. in the Tulsa World. The World has the definitive series on the murders published June 2017.
- "Murdered Girl Scouts at Camp Scott" （页面存档备份，存于）